# Treasure Island
Takarajima (яп. 宝島 Такарадзима, «Остров сокровищ») — японский аниме-телесериал из 26 эпизодов, снятый по мотивам романа Р. Л. Стивенсона «Остров сокровищ» и транслировавшийся в 1978—79 годах в Японии и в середине 1980-х в странах Европы, Персидского залива и Мексике.

## Сюжет
Джим Хокинс — мальчик, вынужденный событиями отправиться на Остров сокровищ на поиски легендарного сокровища Капитана Флинта. На пути к острову Джон Сильвер, лучший друг Джима (ставший для него почти отцом), захватывает контроль над кораблем, раскрывая себя как безжалостного пирата, бывшего некогда правой рукой Флинта. Преданный другом, Джим должен справиться со своими противоречивыми чувствами и встретиться лицом к лицу с Сильвером, все ещё считающим себя другом Джима.

## Персонажи
- Джим Хокинс (Shimizu Mari);
- Джон Сильвер (Wakayama Genzou);
- Абрахам Грей (Nojima Akio);
- Капитан Смоллетт (Esumi Eimei);
- Бен Ганн (Kimotsuki Kaneta);
- Билли Бонс (Kurosawa Ryou) и др.

## Список эпизодов
| №  | Название                                        |
| -- | ----------------------------------------------- |
| 01 | Billy the terrible has arrived!                 |
| 02 | Whos the Black Dog!?                            |
| 03 | The thrown down crutches                        |
| 04 | I've got the map to Treasure Island!            |
| 05 | See you later, mom!                             |
| 06 | Friend or foe? John Silver                      |
| 07 | I hate the old meat roaster                     |
| 08 | The ghost ship is calling me!                   |
| 09 | Kidnapping in the slave port                    |
| 10 | Heard from the inside of an apple barrel!       |
| 11 | Is something going down on Treasure Island!?    |
| 12 | It's there! Monster of the forest               |
| 13 | Grampas tiny bell                               |
| 14 | That's life! Friend, foe                        |
| 15 | Surrender, Silver-style                         |
| 16 | I'm a castaway...!?                             |
| 17 | Don't underestimate me, I'm not a kid           |
| 18 | Hes supposed to be dead, Hans                   |
| 19 | Is this his end? The immortal Silver            |
| 20 | This time crucifixion! Long John                |
| 21 | A treasure is good only if you ye alive!        |
| 22 | When a pirates dies, he leaves only a skeleton  |
| 23 | The flying man! Bobby the seagull               |
| 24 | Will the box of the dead shine on a full moon!? |
| 25 | Till we meet again, salt air                    |
| 26 | Flint can fly anymore                           |